# 3651 Friedman
3651 Friedman eller 1978 VB5 är en asteroid i huvudbältet som upptäcktes den 7 november 1978 av de båda amerikanska astronomerna Eleanor F. Helin och Schelte J. Bus vid Palomarobservatoriet. Den är uppkallad efter Louis och Connie Friedman.
Asteroiden har en diameter på ungefär 5 kilometer.